# Lưu Vĩ Bình
Lưu Vĩ Bình (tiếng Trung: 刘伟平; sinh tháng 5 năm 1953) là kỹ sư và chính khách nước Cộng hòa Nhân dân Trung Hoa. Ông từng giữ chức vụ Phó Bí thư tổ Đảng Viện Khoa học, Phó Viện trưởng Viện Khoa học Trung Quốc, hàm Bộ trưởng. Trước khi được điều về nhậm chức tại Viện Khoa học, Lưu Vĩ Bình là Tỉnh trưởng Chính phủ Nhân dân tỉnh Cam Túc, Phó Bí thư Tỉnh ủy tỉnh Thanh Hải và Phó Tỉnh trưởng Chính phủ Nhân dân tỉnh Thanh Hải.

## Tiểu sử

### Thân thế
Lưu Vĩ Bình là người Hán sinh ngày 23 tháng 5 năm 1953, người Phú Cẩm, tỉnh Hắc Long Giang.

### Giáo dục
Tháng 4 năm 1972 đến tháng 1 năm 1976, Lưu Vĩ Bình theo học chuyên ngành thiết kế máy bay khoa số 1 tại Học viện Hàng không Nam Kinh nay thuộc Đại học Hàng không Vũ trụ Nam Kinh.
Tháng 9 năm 1998 đến tháng 7 năm 2001, ông theo học chuyên ngành kinh tế thế giới lớp nghiên cứu sinh tại chức, Viện Nghiên cứu sinh ở Trường Đảng Trung ương Đảng Cộng sản Trung Quốc.

### Sự nghiệp

#### Thời trẻ
Tháng 10 năm 1968, dưới thời kỳ Cách mạng Văn hóa, Lưu Vĩ Bình tham gia đội sản xuất ở nông thôn tại đại đội Tân Phường thuộc công xã Bát Nhất, huyện Nam Xương, tỉnh Giang Tây nay thuộc thành phố Nam Xương, tỉnh Giang Tây.
Tháng 4 năm 1970 đến tháng 4 năm 1972, Lưu Vĩ Bình về làm công nhân Phòng Nghiên cứu công nghệ của nhà máy cơ khí Hồng Đô thuộc Bộ Hàng không Vũ trụ. Tháng 1 năm 1974, ông gia nhập Đảng Cộng sản Trung Quốc.
Tháng 1 năm 1976, sau khi tốt nghiệp, Lưu Vĩ Bình trở lại làm kỹ thuật viên Viện Thiết kế số 1 của nhà máy cơ khí Hồng Đô thuộc Bộ Hàng không Vũ trụ lần lượt trải qua cương vị thư ký tổ thư ký Văn phòng nhà máy, Phó Tổ trưởng, Tổ trưởng, Phó Chủ nhiệm Văn phòng nhà máy.

#### Giang Tây
Tháng 1 năm 1986, Lưu Vĩ Bình tham gia hoạt động chính trị làm thư ký cho Văn phòng Chính phủ nhân dân tỉnh Giang Tây, hàm Phó phòng. Tháng 4 năm 1990, Lưu Vĩ Bình được thăng làm thư ký Văn phòng Chính phủ nhân dân tỉnh Giang Tây, hàm Trưởng phòng, là thư ký cho ông Ngô Quan Chính đương thời giữ cương vị Tỉnh trưởng tỉnh Giang Tây. Tháng 11 năm 1992, ông được bổ nhiệm giữ chức Phó Chủ nhiệm Văn phòng Chính phủ nhân dân tỉnh Giang Tây. Tháng 3 năm 1995, ông được bổ nhiệm làm Phó Bí thư Thành ủy Nam Xương đồng thời tạm quyền Thị trưởng thành phố Nam Xương, thành phố tỉnh lỵ tỉnh Giang Tây ở đông nam Trung Quốc. Tháng 1 năm 1996, ông chính thức được bầu giữ chức vụ Thị trưởng thành phố Nam Xương.Tháng 6 năm 2001, Lưu Vĩ Bình được giao chủ trì công tác của Ban Tuyên truyền Tỉnh ủy Giang Tây.

#### Thanh Hải
Tháng 7 năm 2001, ông được luân chuyển làm Phó Tỉnh trưởng Chính phủ nhân dân tỉnh Thanh Hải. Tháng 6 năm 2003, ông được bổ nhiệm giữ chức Ủy viên Ban Thường vụ Tỉnh ủy Thanh Hải, Tổng Thư ký Tỉnh ủy Thanh Hải. Tháng 8 năm 2004, ông được bổ nhiệm làm Phó Bí thư Tỉnh ủy Thanh Hải kiêm Tổng Thư ký Tỉnh ủy Thanh Hải. Tháng 12 năm 2004, ông được miễn nhiệm chức vụ Tổng Thư ký Tỉnh ủy Thanh Hải.

#### Cam Túc
Tháng 11 năm 2006, Lưu Vĩ Bình được luân chuyển đến Cam Túc, một tỉnh ở phía tây bắc của Trung Quốc làm Phó Bí thư Tỉnh ủy. Tháng 1 năm 2007, ông được bổ nhiệm giữ chức Phó Bí thư Tỉnh ủy Cam Túc kiêm Hiệu trưởng Trường Đảng Tỉnh ủy Cam Túc. Ngày 21 tháng 10 năm 2007, tại Đại hội Đảng Cộng sản Trung Quốc lần thứ 17, ông được bầu làm Ủy viên dự khuyết Ban Chấp hành Trung ương Đảng Cộng sản Trung Quốc khóa 17. Tháng 7 năm 2010, ông được bổ nhiệm làm Phó Bí thư Tỉnh ủy Cam Túc, Bí thư tổ Đảng Chính phủ nhân dân tỉnh Cam Túc đồng thời tạm quyền Tỉnh trưởng Chính phủ Nhân dân tỉnh Cam Túc thay cho ông Từ Thủ Thịnh.
Ngày 18 tháng 1 năm 2011, tại Hội nghị lần thứ tư của Đại hội đại biểu nhân dân khóa 11 tỉnh Cam Túc, Lưu Vĩ Bình chính thức được bầy làm Tỉnh trưởng Chính phủ Nhân dân tỉnh Cam Túc. Ngày 14 tháng 11 năm 2012, tại phiên bế mạc của Đại hội Đảng Cộng sản Trung Quốc lần thứ 18, ông được bầu làm Ủy viên chính thức Ban Chấp hành Trung ương Đảng Cộng sản Trung Quốc khóa XVIII. Tháng 3 năm 2016, ông được miễn nhiệm chức vụ Phó Bí thư Tỉnh ủy Cam Túc, Tỉnh trưởng Chính phủ Nhân dân tỉnh Cam Túc.

#### Viện Khoa học Trung Quốc
Tháng 4 năm 2016, Lưu Vĩ Bình được điều chuyển làm Phó Bí thư tổ Đảng Viện Khoa học Trung Quốc, Phó Viện trưởng Viện Khoa học Trung Quốc, hàm Bộ trưởng, đồng thời kiêm nhiệm Bí thư Đảng ủy Đại học Viện Khoa học Trung Quốc, Hiệu trưởng Trường Đảng Viện Khoa học Trung Quốc. Tháng 3 năm 2017, ông thôi kiêm nhiệm chức vụ Bí thư Đảng ủy Đại học Viện Khoa học Trung Quốc. Tháng 7 năm 2017, ông được giao kiêm nhiệm chức vụ Bí thư Đảng ủy Cơ quan trực thuộc Viện Khoa học Trung Quốc.
Tháng 3 năm 2018, Lưu Vĩ Bình được miễn nhiệm các chức vụ Phó Bí thư tổ Đảng Viện Khoa học Trung Quốc, Phó Viện trưởng Viện Khoa học Trung Quốc, Bí thư Đảng ủy Cơ quan trực thuộc Viện Khoa học Trung Quốc và Hiệu trưởng Trường Đảng Viện Khoa học Trung Quốc.